# Moscow Raceway
Moscow Raceway es un autódromo aprobado por la FIA que se encuentra en el Distrito Volokolamsky de la región del Óblast de Moscú, cerca de las aldeas de Sheludkovo y Fedyukovo, a 77 kilómetros (48 millas) de Moscú, Rusia. Fue inaugurado el 13 de julio de 2012.
Este autódromo ha albergado fechas de categorías internacionales del deporte motor, como el Campeonato Mundial de Superbikes, la World Series by Renault , el Campeonato FIA GT, el Campeonato Mundial de Turismos y el Deutsche Tourenwagen Masters.

## Historia
En septiembre de 2008, se reveló que el trabajo iba a comenzar en un circuito de Fórmula 1 que se ubicaría en la ciudad de Fedyukino, en el Distrito de Volokolamsky. La presentación oficial del proyecto y colocación de la primera piedra se llevaron a cabo en el lugar el 1 de octubre de 2008, asistieron el arquitecto Hermann Tilke y el expiloto de Fórmula 1 David Coulthard. Hans Geist, que en ese momento era el director gerente del proyecto, afirmó que la pista podría pasar por una inspección la FIA en junio de 2010, y que, incluso sin la Fórmula 1, el proyecto sería positivo con la puesta en escena del DTM o Moto GP. El costo proyectado para la apertura era de $ 4.5 mil millones.

## Diseño
El Moscú Raceway se ha diseñado y se ha construido para ser categorizado como FIA 1T y FIM A, que permitirá albergar a los deportes de motor en cualquier nivel, desde campeonatos nacionales, a la Fórmula 1 y MotoGP. La longitud total de la pista es de 4.070 metros (2,53 millas), con anchos de entre 12 metros (39 pies) y 21 metros (69 pies). La línea de meta tiene una anchura de 15 metros (49 pies). La recta más larga de 873 metros (2.864 pies) está diseñando para permitir a coches de Fórmula 1 alcanzar una velocidad de 311 kilómetros por hora (193 mph).

## Construcción
Después de comenzar a firmar un acuerdo con Bernie Ecclestone, en 2008, el proyecto fue retirado del calendario 2010 de Fórmula 1 a principios de 2009, y se detuvo la construcción. La construcción se reanudó en junio de 2010, con un nuevo contratista acordando completar el tramo de carretera de la pista a finales de 2011. A partir de septiembre de 2011, la colocación de asfalto se había completado, y la construcción de los boxes, edificios de apoyo y médicos, se estaba llevando a cabo.

## Trazados

Pista Gran Premio. Usado en 2012 por el Campeonato FIA GT
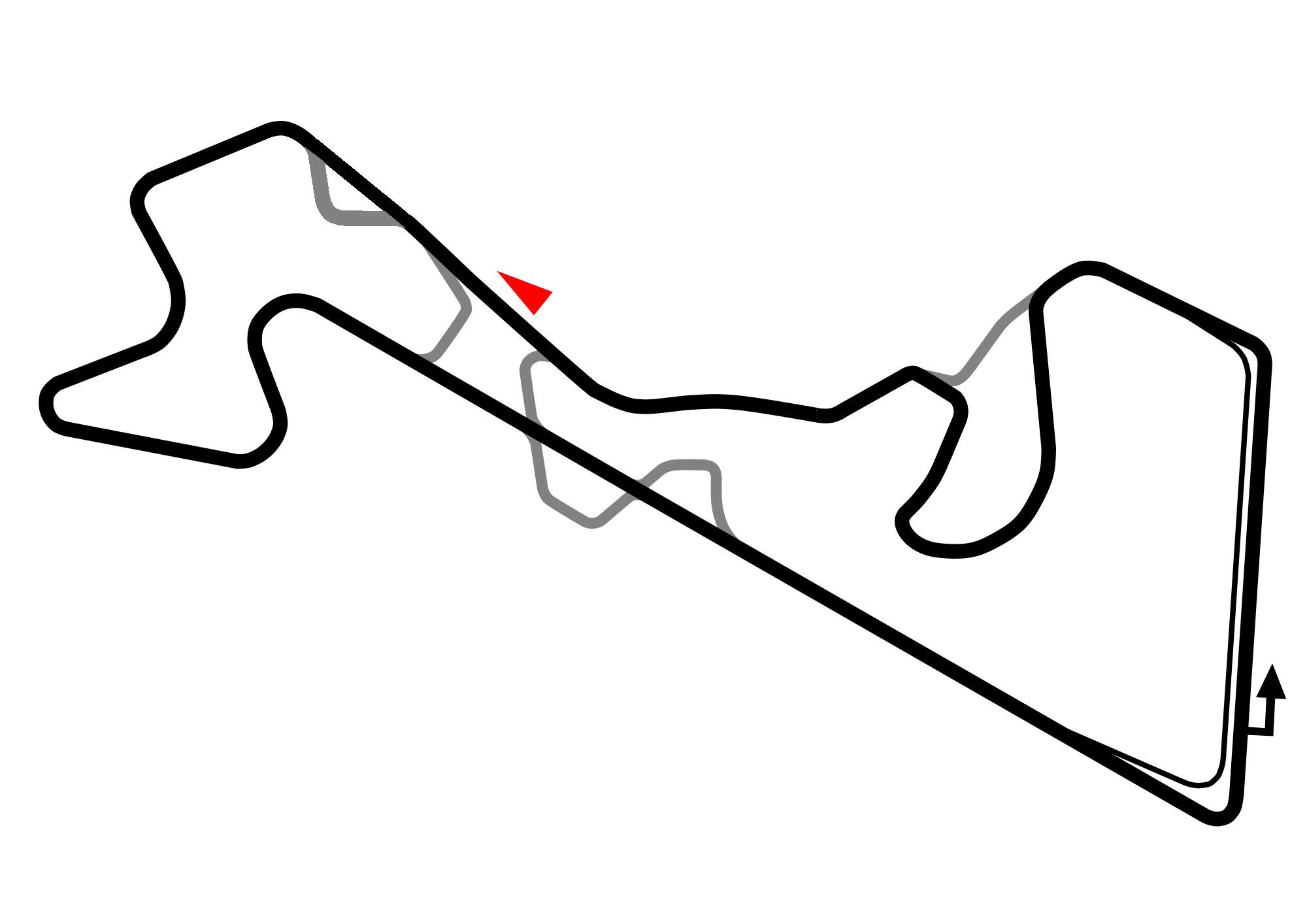
Pista Gran Premio. Usado por el Campeonato Mundial de Superbikes, World Series by Renault, WTCC y DTM (desde 2013).
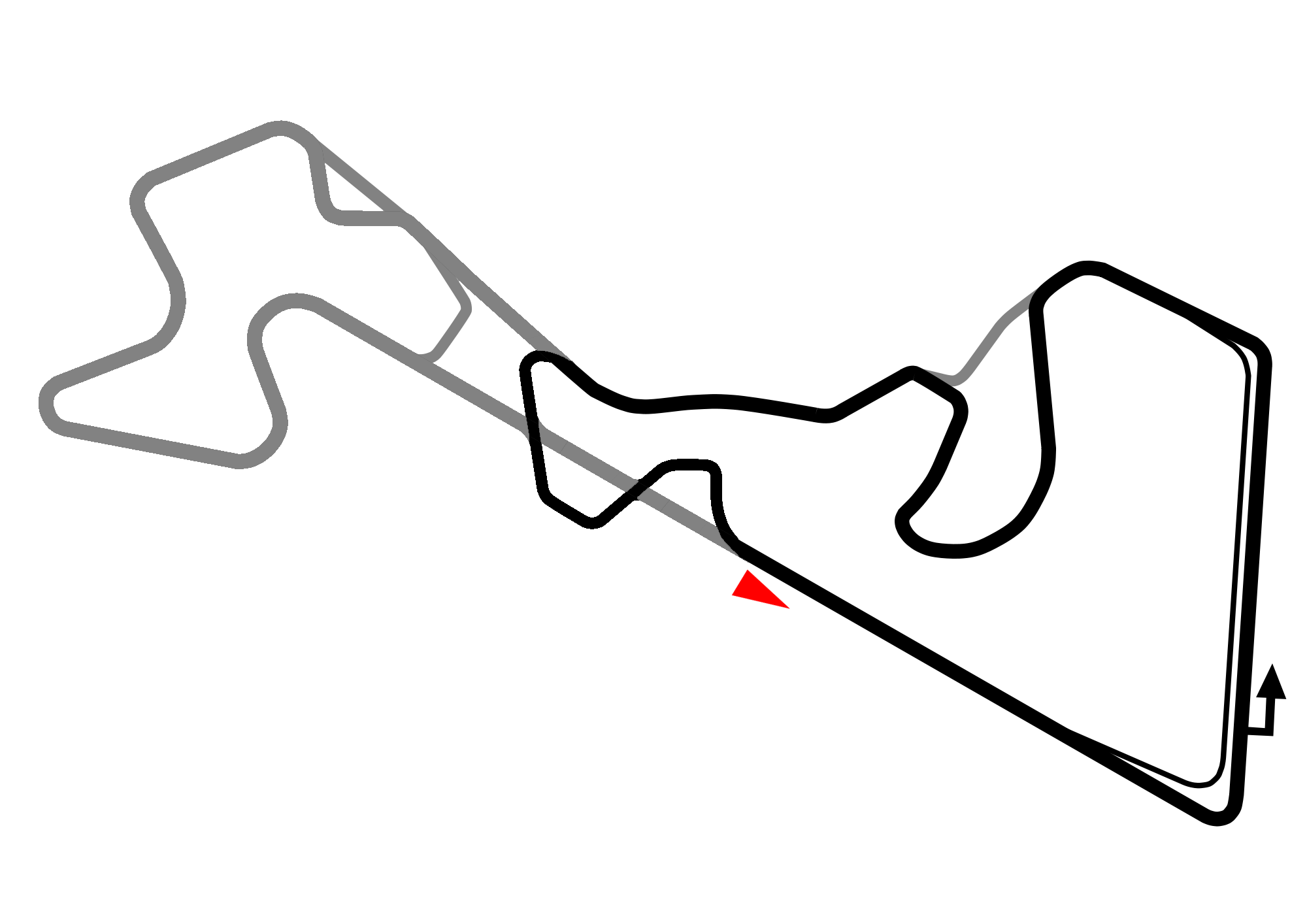
Pista Sprint.
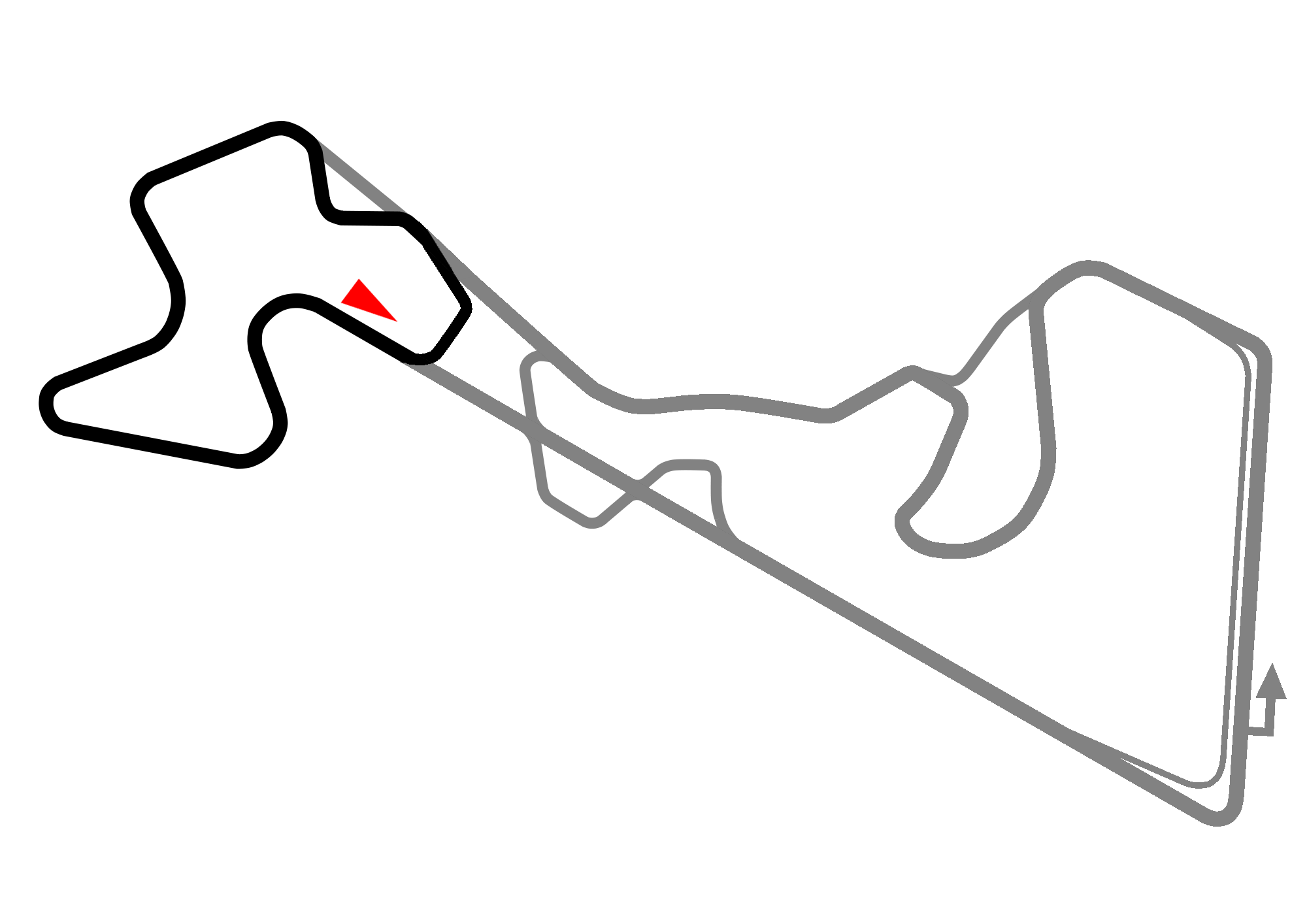
Pista Supersprint

## Ganadores

### Campeonato Mundial de Turismos
| Año  | Carrera   | Piloto            | Marca     |
| ---- | --------- | ----------------- | --------- |
| 2013 | Carrera 1 | Yvan Muller       | Chevrolet |
| 2013 | Carrera 2 | Michel Nykjær     | Chevrolet |
| 2014 | Carrera 1 | José María López  | Citroën   |
| 2014 | Carrera 2 | Ma Qing Hua       | Citroën   |
| 2015 | Carrera 1 | Yvan Muller       | Citroën   |
| 2015 | Carrera 2 | Tiago Monteiro    | Honda     |
| 2016 | Carrera 1 | Gabriele Tarquini | Lada      |
| 2016 | Carrera 2 | Nick Catsburg     | Lada      |

### Deutsche Tourenwagen Masters
| Año  | Piloto            | Equipo                            | Automóvil            |
| ---- | ----------------- | --------------------------------- | -------------------- |
| 2013 | Mike Rockenfeller | Phoenix Racing                    | Audi RS5 DTM         |
| 2014 | Maxime Martin     | Team RMG                          | BMW M4 DTM           |
| 2015 | Pascal Wehrlein   | gooix/Original-Teile Mercedes-AMG | Mercedes-AMG C63 DTM |
| 2015 | Mike Rockenfeller | Audi Sport Team Phoenix           | Audi RS5 DTM         |
| 2016 | Robert Wickens    | Mercedes-Benz DTM Team HWA I      | Mercedes-AMG C63 DTM |
| 2016 | Marco Wittmann    | BMW Team RMG                      | BMW M4 DTM           |

### Campeonato FIA GT
| Año  | Carrera                | Piloto                              | Automóvil         |
| ---- | ---------------------- | ----------------------------------- | ----------------- |
| 2012 | Carrera clasificatoria | Stéphane Ortelli Laurens Vanthoor   | Audi R8 LMS ultra |
| 2012 | Carrera final          | Frédéric Makowiecki Stef Dusseldorp | McLaren MP4-12C   |